# Манакара
Манакара (фр. Manakara) — город на Мадагаскаре.

## География
Расположен на юго-востоке центральной части страны. Административный центр региона Ватувави-Фитувинани. Среднегодовая температура в районе города составляет 27°С.

## Население
Население по данным на начало 2012 года составляет 39 540 человек; население по данным переписи 1993 года насчитывало 24 970 человек.

## Транспорт
Имеется небольшой порт и аэропорт. Конечная станция на железнодорожной ветке Фианаранцуа-Манакана.